# Villegagnon (eiland)
Villegagnon, ook Villegaignon (Portugees: Ilha de Villegagnon), is een Braziliaans eiland in de Baai van Guanabara voor de kust van Rio de Janeiro.

## Geschiedenis

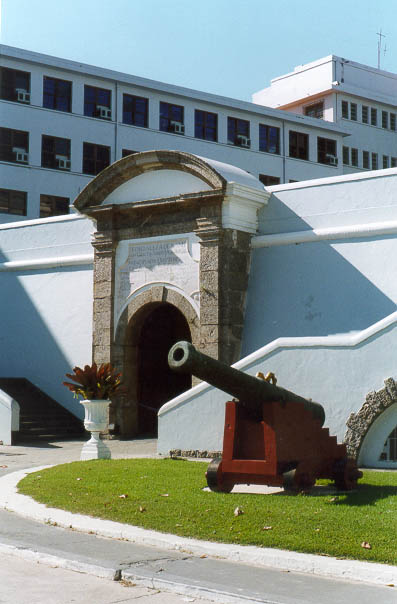
Ingang van het oude Fort Coligny

De naam werd gegeven ter ere van de eerste Europese bezetter van het eiland, de Franse admiraal Nicolas Durand de Villegagnon, wiens troepen het eiland op 1 november 1555 bezetten. Door de inheemse bevolking wordt het eiland ook Ilha das Palmeiras genoemd. Villegagnon bouwde het Fort Coligny op het eiland om zo een poging te doen om de kolonie 'France Antarctique' te stichten. Verder stichtte hij het dorpje Henriville, een voorloper van het huidige Rio de Janeiro.
Tijdens deze Franse bezetting werden door de protestantse en calvinistische kolonisten voor de eerste keer in Amerika Het Laatste Avondmaal gevierd volgens de gereformeerde leer. Kort hierna werden zij ondervraagd door Villegagnon, waarna ze gedwongen werden hun geloof toe te geven en vervolgens gemarteld werden. Deze verklaring werd bekend als de Belijdenis van Guanabara. Op 24 maart 2007 werd hiervoor een herdenkingsmonument geplaatst op het eiland.

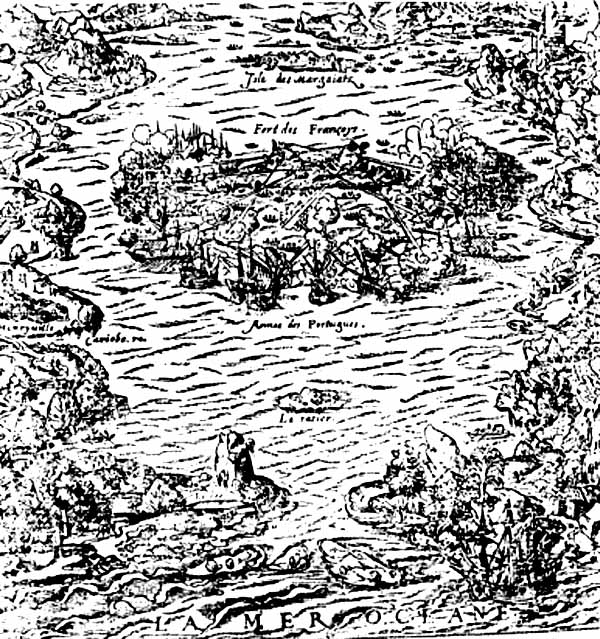
Aanval door de Portugezen

Met de komst van de Portugese troepen uit de São Vicente op 15 maart 1560, werd het eiland na twee dagen heroverd door Mem de Sá en het fort werd vernietigd. De Fransen zochten daarop hun toevlucht tot de inheemse Tamoios, een Tupistam. De Portugese overwinning werd mede mogelijk gemaakt door de ingewonnen informatie over het fort van Jean de Cointra en Jacques Le Balleur, die van de Fransen naar de Portugezen waren overgelopen. In de volgende eeuw werd er door de Portugezen een nieuw fort neergezet.
Sinds 1938 bevat het eiland een academie van de Braziliaanse marine.